# Robert S. Voss
Robert Sheridan Voss (* 1954) ist ein US-amerikanischer Mammaloge. Er ist Kurator an der Abteilung für Wirbeltierzoologie am American Museum of Natural History.

## Leben
Voss ist der Sohn der Meeresbiologen Nancy A. Voss (1929–2020) und Gilbert L. Voss (1918–1989). 1976 erlangte er den Master of Science an der University of Arizona. 1983 wurde er unter der Leitung von Philip Myers mit der Dissertation Comparative Morphology and Systematics of Ichthyomyine Rodents (Muroidea) (Mexico, South America) an der University of Michigan zum Ph.D. promoviert. 1994 wurde er Lehrbeauftragter für die Doktoratsstudiengänge in Biologie an der City University of New York (CUNY) und 1999 leitender Forschungsbeauftragter am Center for Environmental Research and Conservation der Columbia University.
Voss erforscht die Evolution sowie die Systematik neotropischer Säugetiere, die in den feuchten Wäldern Amazoniens und der Anden beheimatet sind. Er beteiligt sich aktiv an langfristigen Revisionsstudien zu mehreren Gruppen, die in Tieflandwäldern und Regenwäldern vorkommen. Dazu zählen Vertreter der Beutelratten,  Baumstachler, Agutis und Acouchis sowie der Mäuseartigen. In Zusammenarbeit mit Molekularforschern arbeitet er an phylogenetischen Studien, die eine stabile Grundlage für Klassifizierungen auf höherer Ebene, historische Biogeographie und vergleichende Analysen ökologischer Verhaltensanpassungen liefern sollen. Ein weiterer Forschungsschwerpunkt ist die Sammlung und Analyse von Daten zur Bestandsaufnahme der Fauna, insbesondere aus Langzeitstudien in tropischen Regenwäldern.
Voss war als Erstbeschreiber an mehreren Gattungen und Arten beteiligt, darunter Aegialomys, Cerradomys, Chacodelphys, Chibchanomys, Eremoryzomys, Euryoryzomys, Hyladelphys, Hylaeamys, Lundomys, Marmosa adleri, Marmosops creightoni, Micronycteris brosseti, Mindomys, Neacomys dubosti, Neacomys paracou, Nephelomys, Oreoryzomys, Peropteryx pallidoptera, Sciurus pachecoi, Sooretamys, Thomasomys ucucha und Transandinomys.
2015 gehörte er zu den Co-Autoren des Nagetier-Bands der Buchreihe Mammals of South America von James L. Patton, Ulyses F. J. Pardiñas und Guillermo D’Elía, in dem er die Beiträge zur Familie Erethizontidae, zu den Gattungen Zygodontomys, Pseudoryzomys, Lundomys, Delomys sowie den Triben Sigmodontini und Ichthyomyini verfasste.
Voss ist seit 1986 mit der Mammalogin Nancy B. Simmons verheiratet.

## Dedikationsnamen
Die brasilianische Mammalogin Silvia E. Pavan benannte im Jahr 2019 die Voss-Spitzmausbeutelratte (Monodelphis vossi) zu Ehren von Robert Voss. 2015 wurde die Voss-Fischratte (Neusticomys vossi) nach Voss benannt. 2020 benannten der US-amerikanische Mammaloge Alfred L. Gardner und sein mexikanischer Kollege Jose Ramirez-Pulido die Fahle Vieraugenbeutelratte (Philander vossi) aus Mittelamerika nach Voss und im selben Jahr wurde die Mäuseart Neacomys vossi nach ihm benannt. 2025 wurde er im Artepitheton der Greifstachler-Art Coendou vossi geehrt. 

## Schriften
- Gilbert L. Voss, Robert S. Voss: A pioneer son at sea: Fishing tales of old Florida. University Press of Florida, Gainesville, Florida 2016, ISBN 978-0-8130-5959-4.
- Juan F. Díaz-Nieto, Robert S. Voss: A Revision of the Didelphid Marsupial Genus Marmosops, Part 1. Species of the Subgenus Sciophanes. In: Bulletin of the American Museum of Natural History. Band 402, Mai 2016, ISSN 0003-0090, doi:10.1206/0003-0090-402.1.1.
- Robert S. Voss, David W. Fleck: Mammalian Diversity and Matses Ethnomammalogy in Amazonian Peru Part 2: Xenarthra, Carnivora, Perissodactyla, Artiodactyla, and Sirenia. In: Bulletin of the American Museum of Natural History. Band 417, Oktober 2017, ISSN 0003-0090, doi:10.1206/00030090-417.1.1.
- Robert S. Voss, Juan F. Díaz-Nieto, Sharon A. Jansa: A Revision of Philander (Marsupialia: Didelphidae), Part 1: P. quica, P. canus, and a New Species from Amazonia. In: Bulletin of the American Museum of Natural History. Band 2018, Nr. 3891, 31. Januar 2018, ISSN 0003-0090, doi:10.1206/3891.1.
- Robert S. Voss, David W. Fleck, Sharon A . Jansa: Mammalian Diversity and Matses Ethnomammalogy in Amazonian Peru Part 3: Marsupials (Didelphimorphia). In: Bulletin of the American Museum of Natural History. Band 2018, Nr. 432, 14. Juni 2019, ISSN 0003-0090, doi:10.1206/0003-0090.432.1.1.
- Robert S. Voss, Thomas C. Giarla, Juan F. Díaz-Nieto, Sharon A. Jansa: A Revision of the Didelphid Marsupial Genus Marmosa Part 2. Species of the Rapposa Group (Subgenus Micoureus). In: Bulletin of the American Museum of Natural History. Band 439, Nr. 1, 1. Juni 2020, ISSN 0003-0090, doi:10.1206/0003-0090.439.1.1.
- Robert S. Voss, Sharon A. Jansa: Opossums: An adaptive radiation of New World marsupials. Johns Hopkins University Press, Baltimore 2021, ISBN 978-1-4214-3979-2.
- Paúl M. Velazco, Robert S. Voss, David W. Fleck, Nancy B. Simmons: Mammalian Diversity and Matses Ethnomammalogy in Amazonian Peru Part 4: Bats. In: Bulletin of the American Museum of Natural History. Band 451, Nr. 1, 27. August 2021, ISSN 0003-0090, doi:10.1206/0003-0090.451.1.1 (bioone.org).